# Oferta pública inicial
Oferta pública inicial (usualmente referida como IPO, do inglês Initial Public Offering) é um tipo de oferta pública em que as ações de uma empresa são vendidas ao público em geral numa bolsa de valores pela primeira vez. É o processo pelo qual uma empresa se torna numa empresa de capital aberto.
Após o IPO, as ações são negociadas livremente no mercado aberto, no que é conhecido como free float. As bolsas de valores estipulam um free float mínimo tanto em termos absolutos (o valor total determinado pelo preço das ações multiplicado pelo número de ações vendidas ao público) como proporção do capital social total (ou seja, o número de ações vendidas a o público dividido pelo total de ações em circulação). Embora o IPO ofereça muitos benefícios, há também custos significativos envolvidos, principalmente aqueles associados ao processo, como honorários bancários e legais, e a exigência contínua de divulgação de informações importantes e, por vezes, sensíveis.

## História
A forma mais antiga de empresa que emitia ações públicas foi o caso dos publicani durante a República Romana, embora esta afirmação não seja partilhada por todos os estudiosos modernos. Tal como as modernas sociedades por ações, os publicanos eram entidades jurídicas independentes dos seus membros cuja propriedade era dividida em ações, ou partes. Há evidências de que essas ações foram vendidas a investidores públicos e negociadas numa espécie de mercado de balcão no Fórum, próximo ao Templo de Castor e Pólux. O valor das ações flutuava, incentivando a atividade de especuladores, ou questores. Restam meras evidências dos preços pelos quais  as partes  foram vendidas, da natureza das ofertas públicas iniciais ou de uma descrição do comportamento do mercado de ações. Publicani perdeu favores com a queda da República e a ascensão do Império.
Nos Estados Unidos, o primeiro IPO foi a oferta pública do Bank of North America por volta de 1783.

## Motivações para a abertura de capital
As principais motivações para uma empresa abrir o seu capital são:
- Aceder ao mercado de capitais e financiar projetos de investimento
- Usar as suas ações como forma de pagamento na aquisição de outras empresas
- Criar um referencial de avaliação para o negócio
- Incentivar a profissionalização da gestão
- Obter capital para empreendedores ou viabilizar a saída de sócios investidores
- Fortalecer a imagem da empresa

## Maiores IPO's
| Companhia                             | Ano do IPO | Valor       |
| ------------------------------------- | ---------- | ----------- |
| Saudi Aramco                          | 2019       | US$ 29.4 B  |
| Alibaba Group                         | 2014       | US$ 25 B    |
| SoftBank                              | 2018       | US$ 23.5 B  |
| Banco Agrícola da China               | 2010       | US$ 22.1 B  |
| Banco Industrial e Comercial da China | 2006       | US$ 21.9 B  |
| American International Assurance      | 2010       | US$ 20.5 B  |
| Visa Inc.                             | 2008       | US$ 19.7 B  |
| General Motors                        | 2010       | US$ 18.15 B |
| NTT Docomo                            | 1998       | US$ 18.05 B |
| Enel                                  | 1999       | US$ 16.59 B |
| Facebook, Inc. (atual Meta Platforms) | 2012       | US$ 16.01 B |